# Samuel Barathay
Samuel Barathay est un rameur français né le 1er juin 1968 à Vinzier (Haute-Savoie).

## Biographie
Samuel Barathay concourt à l'épreuve de quatre de couple aux Jeux olympiques d'été de 1992 et se classe sixième.
 
Aux championnats du monde à Roudnice (République tchèque) en 1993, il est premier en deux de couple avec Yves Lamarque, et en 1994 troisième en deux de couple toujours avec Yves Lamarque aux championnats du monde à Indianapolis, aux États-Unis.
Il dispute l'épreuve de deux de couple avec Frédéric Kowal aux Jeux olympiques d'été de 1996 à Atlanta et remporte la médaille de bronze. Sa dernière apparition aux Jeux olympiques a lieu à Sydney aux Jeux olympiques d'été de 2000 où il participe au quatre de couple, se classant dixième.
Il est membre du Club Aviron Évian (Évian CA) et conseiller technique national (CTN) auprès de la DRDJS de Lyon.

## Distinctions honorifiques
- Chevalier de l'ordre national du Mérite
- Médaille d'or du ministère de la Jeunesse et des Sports